# Lady of Rage
Lady of Rage, pseudonimo di Robin Yvette Allen (Farmville, 6 febbraio 1968), è una rapper e attrice statunitense, conosciuta per le sue collaborazioni con artisti della Death Row Records, tra cui Snoop Dogg e tanti altri.

## Carriera musicale
Apparve in varie tracce di The Chronic, album del 1992 di Dr. Dre e di Doggystyle, album di Snoop Dogg dell'anno successivo. Nel 1994 Afro Puffs, singolo estratto dalla colonna sonora di Above the Rim, divenne una hit.
Il suo album di debutto fu pubblicato solo nel giugno 1997, con il titolo di Necessary Roughness.
Dopo l'uscita dell'album e un'apparizione con Gang Starr e Kurupt ("You Know My Steez (Three Men and a Lady Remix)") nel 1998, Rage lasciò la Death Row Records e l'industria musicale per concentrarsi sulla carriera di attrice, comparendo in un episodio del The Kenan & Kel Show. The Lady of Rage comparì anche in varie sitcom televisive, tra le altre come Coretta Cox in The Steve Harvey Show. trasmesso da WB tra il 1996 e il 2002. Ebbe anche una piccola parte in Next Friday, dove interpretò la parte di Baby D, sorella minore della ex di Day Day.
Nel 2000, comparve anche in Set It Off di Snoop Dogg, dall'album Tha Last Meal. In seguito scomparve di nuovo dalla scena, registrando solamente Unfucwitable, per Snoop Dogg Presents...Doggy Style Allstars Vol. 1 e Batman & Robin, inclusa nel disco di Snoop Dogg, Paid tha Cost to Be da Bo$$.
Rage ritornò nel 2005, con la creazione della sua etichetta discografica personale, la Boss Lady Entertainment ed un mixtape dal titolo From VA to L.A.. Comparve anche su Bigg Snoop Dogg Presents... Welcome to tha Chuuuch: Da Album e su Cali Iz Active.
Attualmente fa parte del FEM (Females Earning Money) Movement, con altre female-mc come Babs (Da Band), Lady Luck e Amil.
Nel 2008 si esibì con MC Lyte, Yo-Yo e Salt-n-Pepa al BET Hip Hop Awards.

## Discografia
- 1997 - Necessary Roughness
- 2005 - From VA 2 LA (Mixtape)
- 2009 - Verbal Abuse

## Filmografia
- Steve Harvey Show – serie TV, 9 episodi (1997-2000)